# Arvidsjaurs församling
Arvidsjaurs församling är en församling i Arjeplog-Arvidsjaurs pastorat i Pite kontrakt i Luleå stift i Svenska kyrkan. Församlingen omfattar hela Arvidsjaurs kommun i Norrbottens län.

## Administrativ historik
Ett kapell ska redan på Johan III:s tid ha anlagts i Arvidsjaur för samernas räkning omkring 1570. Någon självständig församling bildades dock inte, utan kapellet/kapellaget lydde under kyrkoherden i Piteå.
Arvidsjaurs församling bildades 1606, samtidigt med att socknen bildades, genom utbrytning ur Piteå landsförsamling. Den omfattade då hela Pite lappmark och dessutom byarna Gråträsk, Granträsk, Manjärv, Vistträsk och "Oppåbyen" (troligen Överbyn i Älvsbyns kommun). Arvidsjaur eller ArffuidzJerffui blev en av de fyra kyrkplatser som Karl IX samma år inrättade i Lappmarken. Arvidsjaurs kyrka skulle byggas "ther Cappelett nu ståår". Tanken var att samerna i Pite lappmark hädanefter skulle samlas här under vintern för att bevista gudstjänster, marknad och ting (häradsrätt) samt betala skatt.
Prästen flyttade dock aldrig upp till Arvidsjaur som det var tänkt och församlingen återfördes som annex under Piteå 1614.
Den 24 september 1640 utfärdade drottning Kristinas förmyndarregering ett brev, enligt vilket kyrkor med prästbord skulle anläggas i Arvidsjaur, Arjeplog, Silbojokk och Nasafjäll. Därmed blev Arvidsjaurs församling åter självständig, men omfattade en mindre yta än tidigare, eftersom Arjeplogs församling, Silbojokks församling och Nasafjälls församling bröts ut samtidigt. Till Arvidsjaurs församling skulle höra de historiska lappbyarna Luokta och Arvidsjaur (som då även omfattade Malå). 1862 utbröts Malå församling och Arvidsjaurs församling fick sin nuvarande omfattning. 
Församlingen utgjorde till 1614 ett eget pastorat, för att därefter till 1640 vara annexförsamling i pastoratet Piteå landsförsamling och Arvidsjaur. Från 1640 till 1700 var församlingen ett eget pastorat igen, därefter från 1700 till 1735 annexförsamling i pastoratet Arjeplog och Arvidsjaur. Från 1735 till 1862 var församlingen återigen ett eget pastorat, därefter mellan 1862 och 1884 moderförsamling i pastoratet Arvidsjaur och Malå, därefter från 1884 åter ett eget pastorat. Från den 1 maj 1923 till den 1 juli 1991 var församlingen delad i två kyrkobokföringsdistrikt, Arvidsjaurs kbfd (252502) och Glommersträsks kbfd (252501).
Församlingen utgjorde till 2018 ett eget pastorat, för att då bilda ett pastorat med Arjeplogs församling, benämnt Arjeplog-Arvidsjaurs pastorat.

## Befolkningsutveckling
| Befolkningsutvecklingen i Arvidsjaurs församling 1805–2015 | Befolkningsutvecklingen i Arvidsjaurs församling 1805–2015 | Befolkningsutvecklingen i Arvidsjaurs församling 1805–2015 | Befolkningsutvecklingen i Arvidsjaurs församling 1805–2015 | Befolkningsutvecklingen i Arvidsjaurs församling 1805–2015 |
| --- | ---------------------------------------------------------- | ---------------------------------------------------------- | ---------------------------------------------------------- | ---------------------------------------------------------- |
| |                                                            |                                                            |                                                            |                                                            |
| År |                                                            |                                                            | Folkmängd                                                  |                                                            |
| 1805 | 1805                                                       |                                                            | 892                                                        |                                                            |
| 1810 | 1810                                                       |                                                            | 971                                                        |                                                            |
| 1820 | 1820                                                       |                                                            | 1 101                                                      |                                                            |
| 1830 | 1830                                                       |                                                            | 1 344                                                      |                                                            |
| 1840 | 1840                                                       |                                                            | 1 616                                                      |                                                            |
| 1850 | 1850                                                       |                                                            | 2 010                                                      |                                                            |
| 1860 | 1860                                                       |                                                            | 2 026                                                      |                                                            |
| 1870 | 1870                                                       |                                                            | 2 473                                                      |                                                            |
| 1880 | 1880                                                       |                                                            | 3 164                                                      |                                                            |
| 1890 | 1890                                                       |                                                            | 4 040                                                      |                                                            |
| 1900 | 1900                                                       |                                                            | 5 220                                                      |                                                            |
| 1910 | 1910                                                       |                                                            | 6 349                                                      |                                                            |
| 1920 | 1920                                                       |                                                            | 7 007                                                      |                                                            |
| 1930 | 1930                                                       |                                                            | 8 950                                                      |                                                            |
| 1935 | 1935                                                       |                                                            | 9 646                                                      |                                                            |
| 1940 | 1940                                                       |                                                            | 9 829                                                      |                                                            |
| 1945 | 1945                                                       |                                                            | 10 699                                                     |                                                            |
| 1950 | 1950                                                       |                                                            | 11 125                                                     |                                                            |
| 1955 | 1955                                                       |                                                            | 10 754                                                     |                                                            |
| 1960 | 1960                                                       |                                                            | 10 303                                                     |                                                            |
| 1965 | 1965                                                       |                                                            | 9 381                                                      |                                                            |
| 1970 | 1970                                                       |                                                            | 8 329                                                      |                                                            |
| 1975 | 1975                                                       |                                                            | 8 050                                                      |                                                            |
| 1980 | 1980                                                       |                                                            | 8 392                                                      |                                                            |
| 1985 | 1985                                                       |                                                            | 8 185                                                      |                                                            |
| 1990 | 1990                                                       |                                                            | 8 081                                                      |                                                            |
| 1995 | 1995                                                       |                                                            | 7 788                                                      |                                                            |
| 2000 | 2000                                                       |                                                            | 7 148                                                      |                                                            |
| 2005 | 2005                                                       |                                                            | 6 814                                                      |                                                            |
| 2010 | 2010                                                       |                                                            | 6 529                                                      |                                                            |
| 2015 | 2015                                                       |                                                            | 6 469                                                      |                                                            |
| Anm: Malå församling utbruten 1862 men Malås folkmängd började redovisas separat redan från och med 1860. För åren 1805-1945: befolkning enligt folkräkning 31 december enligt den administrativa indelningen den 1 januari följande år. 1950 avser befolkning enligt folkräkning den 31 december enligt den administrativa indelningen den 1 januari 1952. 1955 avser den kyrkobokförda befolkningen den 31 december enligt den administrativa indelningen den 1 januari följande år. 1960, 1965 och 1970 avser befolkning enligt folkräkning den 1 november enligt den administrativa indelningen den 1 januari följande år. För åren 1975-2015: befolkning 31 december enligt den administrativa indelningen den 1 januari följande år. Sedan 1 januari 2016 sker inte folkbokföring per församling och därmed kan det hända att vissa personer inte ingår i församlingens folkmängd då de är skrivna på den fiktiva fastigheten På kommunen skriven som inte delas upp på församlingsnivå då de inte kunnat folkbokföras på en särskild befintlig fastighet. Den totala befolkningen i Svenska kyrkans församlingar är därför något lägre än den totala befolkningen i riket. |                                                            |                                                            |                                                            |                                                            |

## Kyrkor
- Arvidsjaurs kyrka
- Glommersträsks kyrka
- Moskosels kyrka

## Kyrkoherdar
| Ämbetstid          | Namn                            | Levnadstid | Övrigt                                    |
| ------------------ | ------------------------------- | ---------- | ----------------------------------------- |
| 1608–1614          | Lars Olai                       |            |                                           |
| 1640–1649          | Anders Petri Lundius            |            |                                           |
| 1649–1661          | Jacob Jonae Pontanus (Potander) | –1661      |                                           |
| 1661–1662          | Nils Haquini Vindelius          |            |                                           |
| 1663–1688          | Daniel Martini Offerdalin       | 1632–      |                                           |
| 1688–1700          | Johan Nic. Beckius              |            |                                           |
| 1735–1749          | Erik Wallinder                  |            |                                           |
| 1749–1763          | Anders Alenius                  | 1714–1763  |                                           |
| 1766–1803          | Pehr Edin                       | 1723–1803  |                                           |
| 1804               | Jonas Grönlund                  |            | Senare komminister i Lycksele församling. |
| 1805–1844          | Pehr Edin                       | 1767–1844  |                                           |
| 1846–1873          | Gustaf Engelmark                | 1787–1873  |                                           |
| 1875–1887          | Pehr Theodor Winnberg           | 1813–1887  |                                           |
| 1889–1916          | Magnus Berlin                   | 1830–1916  |                                           |
| 1917–1927          | Alfred Ohring                   |            |                                           |
| 1927–1959          | Martin Alexius Söderholm        |            |                                           |
| 1959–1974          | Victor Svedberg                 |            |                                           |
| 1974–tidigast 1981 | Lars Erik Gunnar Samuelsson     |            |                                           |

### Komminister
| Ämbetstid | Namn                   | Levnadstid | Övrigt |
| --------- | ---------------------- | ---------- | ------ |
| 1899–1907 | Klas Immanuel Sundelin | 1873–      |        |